# Amedée Boi
Amedée Boi (Lissewege, 7 november 1901 - Assebroek, 30 december 1996) was oorlogsburgemeester van Lissewege.

## Levensloop
Amedée Boi, zoon van een ongehuwde moeder en een onbekende vader, was een honderd procent selfmade man, ook al beklemtoonde hij graag dat hij veel in zijn opvoeding verschuldigd was aan Donat Van Caillie (1871-1947), lid van een Brugs-Oostendse notarisfamilie.
Hij werd aannemer van openbare werken (vooral rioleringen, waterleidingen en andere nutsvoorzieningen) en van privéwerken (bouwen van huizen, aanleggen van straten in verkavelingen). Hij voerde heel wat werk uit in Duinbergen, de badplaats die door de familie Van Caillie werd opgericht en ontwikkeld.

## Publiek leven
Boi begon een openbare rol te spelen in Lissewege toen hij tot lid werd verkozen van de Commissie van Openbare Onderstand.
Hij werd ondervoorzitter van de fanfare Kunst en Vermaak en voorzitter van Winterhulp Lissewege.
Vanaf 1936 was hij lid van Rex, de politieke protestpartij. Tijdens de bezetting was hij Nieuwe-Ordegezind en na, bij de fusie van Rex met het VNV, van deze laatste lid te zijn geweest, werd hij lid van de DeVlag.
Op 31 juli 1941 werd hij, met de goedkeuring van de bezetter, buiten de raad tot burgemeester van de gemeente benoemd. Op 7 augustus legde hij de eed af in handen van arrondissementscommissaris Alfons Botte.
Hij bleef burgemeester tot oktober 1942 toen Lissewege werd opgeslorpt in het nieuw ontstane Groot-Brugge. Boi tekende hiertegen vergeefs protest aan.
Hij stapte in de collaboratie door werk uit te voeren aan de Atlantic Wall en urbanisatiewerken te plannen in de Baltische landen. Binnen het door de Duitsers opgezette project "Kaunas" in Litouwen, kocht Boi enkele duizenden hectaren grond in het "Memelgebied" om er een "Neu-Lissewege" te bouwen. Hij trok ernaartoe met een groep arbeiders, vooral Lissewegenaars, sommigen met hun gezin. Ze konden er nauwelijks aan de uitvoering van werken beginnen: de opmars van de Russische troepen dreef hen terug naar huis.

## Na de oorlog
In september 1944 werd Boi gearresteerd en, als zowel politiek (lid van de DeVlag) als economisch collaborateur (voor een totaal van 17 miljoen fr. werken uitgevoerd voor de Duitsers), werd hij tot 12 jaar gevangenisstraf veroordeeld, waarvan hij er zes uitzat.
Vanaf zijn vrijlating werd hij projectontwikkelaar, ging wonen in Assebroek en slaagde erin de vroegere welstand te herwinnen. Hij urbaniseerde grote delen van de gemeenten Kessel-Lo en Holsbeek, waar hij nieuwe woonwijken aanlegde. Hij voerde ook urbanisatiewerken uit in Ardeense gemeenten zoals Bouge bij Namen en Bomal-sur-Ourthe. Hij slaagde in deze operaties ondanks zijn gebrek aan kennis van het Frans. Hij bleef in zijn beroep actief tot aan zijn overlijden.

## Familie
Met zijn echtgenote Alice Cornille (1899-1975), die zijn zaakvoerder was zolang hij zelf zijn burgerrechten niet had herwonnen, had hij twee zoons en drie dochters:
- Germain Boi (Lissewege, 2 maart 1922 - Brugge 10 december 1996), getrouwd met Mariette Andries. Germain Boi lag mee aan de basis van de illegale zeezender Mi Amigo en werkte later met Radio Maeva en met de Brugse radio's VBRO en ROYA.
- Mariette Boi, getrouwd met Roger Zamofing.
- Mirène Boi, getrouwd met Victor Sierens.
- Christiane Boi, getrouwd met Albert Horta.
- Marcel Boi (Lissewege, 7 juni 1929), getrouwd met Odette De Wispelaere. Hij was voorzitter van de Koninklijke Azalea Tennisclub en kreeg in 2006 de Trofee van Sportverdienste van de stad Brugge.

De voetballer Frederik Boi is een kleinzoon van Marcel Boi en een achterkleinzoon van Amedée Boi.

## Publicatie
- Lissewege 1942, 'opgedragen uit genegenheid aan de bevolking van Lissewege door burgemeester Amedée Boi' (naar aanleiding van de opslorping binnen Groot Brugge)

## Voetnota
1. ↑   Journal de Bruges, 30 april 1947 - De Brugsche Courant 30 april 1947